# Glyphocarpus setifolius
Glyphocarpus setifolius là một loài rêu trong họ Bartramiaceae. Loài này được Hook. & Arn. A. Jaeger mô tả khoa học đầu tiên năm 1875.